# 鎮咳去痰薬

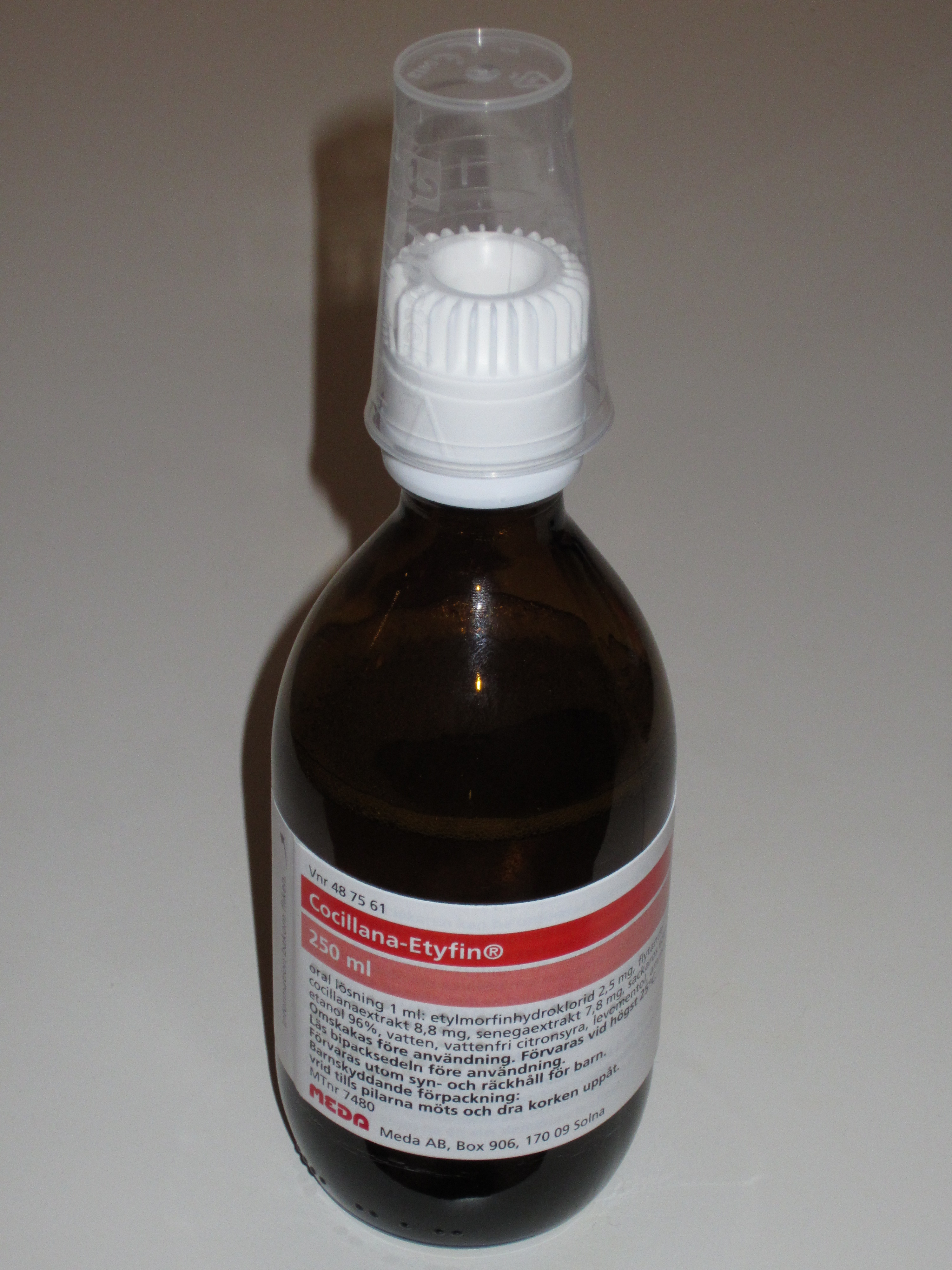
Cocillana (Ethylmorphine)

鎮咳去痰薬（ちんがいきょたんやく、antitussive drugまたはcough medicine、mucolytic）は、咳を鎮め、痰を喉から喀出しやすくする目的で処方される医薬品である。中枢性と末梢性のものが知られている。中枢性には麻薬性のものと非麻薬性のものがある。中枢性麻薬性鎮咳薬であるリン酸コデインと中枢性非麻薬性鎮咳薬であるデキストロメトルファンが代表的な鎮咳薬である。単独で服用するものと、総合感冒薬などに配合される場合とがある。内服薬の他、トローチやドロップの剤型で販売されるものもある。

## 主要成分

### 中枢性鎮咳薬
- 麻薬性鎮咳薬 - コデイン、ジヒドロコデイン
- 非麻薬性鎮咳薬 - ノスカピン、アロクラミド、デキストロメトルファンなど

### アドレナリン作動薬
- アドレナリン作動薬 - 交感神経を興奮させることにより、気管支を拡張させて咳を鎮める。dl（l）-メチルエフェドリン、トリメトキノール、メトキシフェナミンなどが配合される。

### キサンチン誘導体
- キサンチン誘導体 - 平滑筋を弛緩させることにより、気管支を拡張させて咳を鎮める。アミノフィリン、テオフィリン、ジプロフィリン、プロキシフィリンなどが配合される。

### 鎮咳去痰薬
- 鎮咳去痰薬 - 塩化アンモニウム、クレゾールスルホン酸カリウム、カルボシステイン、ブロムヘキシン、アンブロキソール、グアイフェネシンなど

### 消炎酵素薬
- 消炎酵素薬 - リゾチーム

### 気道粘液溶解薬
- 気道粘液溶解薬 - エチルシステイン、ブロムヘキシン

### 抗ヒスタミン薬
- 抗ヒスタミン薬 - プロメタジン、ジフェンヒドラミン、dl（d）-マレイン酸クロルフェニラミンなど、第一世代抗ヒスタミン薬が中心。

### 中枢興奮薬
- 中枢興奮薬 - 無水カフェイン、安息香酸ナトリウムカフェイン

### 殺菌消毒薬
- 殺菌消毒薬 - 塩化セチルピリジニウム、塩化デカリニウム、クロルヘキシジン

### 制酸薬
- 制酸薬 - 酸化マグネシウム、炭酸マグネシウム、合成ケイ酸アルミニウムなど

### 生薬
- 生薬 - 麻黄、甘草、桔梗など

## 注意点
- 中枢性鎮咳薬は便秘の副作用を持つものがあるため、痔疾患を持つ者の服用は慎重を要する。リン酸ジヒドロコデインは気管の分泌抑制作用があり、気管粘膜が乾燥し分泌物の粘度が増して痰の喀出が困難となるため、気管支喘息には不向きである。
- アドレナリン作動薬では、動悸、頭痛、血圧上昇が生じる場合がある。
- キサンチン誘導体では消化器症状や、長期間の服用で中枢興奮作用が現れる。甲状腺ホルモン剤、フェニトイン、リファンピシンとの併用や喫煙によりキサンチン誘導体の効果の減弱、シメチジンやエリスロマイシンとの併用でキサンチン誘導体の作用増強による中毒症状が生じることがある。
- 抗ヒスタミン薬では眠気や注意力の低下を生じるため、自動車の運転などを避ける。また、鼻炎薬や乗り物酔いの薬にも抗ヒスタミン薬が配合されていることがあるため、過剰摂取に注意する。また、三環系抗うつ薬をはじめとする抗コリン薬との併用により、抗コリン薬の効果を増強する。
- 一般に、風邪による、痰を伴わない咳には中枢性鎮咳薬が、アレルギー性の咳には抗ヒスタミン薬配合のものが適する。
- 痰を伴う咳は、鎮咳薬で止めてしまうと痰の喀出を妨げてしまうおそれがあるため、可能な限り去痰薬と併用する。

## 鎮咳薬
主に中枢性鎮咳薬に関して述べる。末梢性鎮咳薬は去痰薬の節で述べる。

### 適応
咳嗽に関しては原因診断を行い、疾患特異的な治療が最も優先される。日本呼吸器学会の咳嗽に関するガイドライン第2版の中では「中枢性咳嗽薬は咳嗽の特異的治療になり得ないため、合併症を伴い患者のQOLを著しく低下させる咳嗽の場合に限って使用するのが原則である」と記載されている。

### 鎮咳薬の分類

#### 中枢性麻薬性鎮咳薬
リン酸コデイン
コデインリン酸塩が代表薬である。オピオイドμ受容体アゴニストであり延髄の孤束核にある咳中枢に作用して鎮咳効果が得られる。コデインリン酸塩を1日60mgほど投与することが多い。鎮痛・鎮静作用ではリン酸コデイン1日120mgで塩酸モルヒネ1日20mgと同等の効果と考えられている。塩酸モルヒネに比べて鎮痛・鎮静作用は弱く、便秘、悪心、嘔吐といった副作用は少なく、依存性も少ないという特徴がある。コデインリン酸塩を処方するには麻薬施用者免許が必要であるがコデインリン酸1%は麻薬施用者免許がなくとも処方ができる。コデインリン酸1%は量が多くなることと非常に苦いことが特徴である。ジヒドロコデインやオキシメテバノールと異なり多くの臨床研究が存在する。副作用としてはイレウスや気管支喘息発作に注意が必要である。
ジヒドロコデイン
リン酸コデインの約2倍の強い鎮咳作用がある。配合薬の成分として重要である。例えばセキコデはジヒドロコデインとエフェドリンと塩化アンモニウムの配合薬である。フスコデはジヒドロコデインとメチルエフェドリンおよびマレイン酸クロルフェニラミンの配合薬である。
オキシメテバノール
リン酸コデインの5～14倍の強い鎮咳作用がある。

#### 中枢性非麻薬性鎮咳薬
デキストロメトルファン
メジコンが代表的な薬物である。デキストロメトルファンはオピオイドに類似する構造があるが麻薬としての鎮静・鎮痛作用を持たないことから麻薬に指定されていない。デキストロメトルファンはNMDA受容体拮抗薬である。孤束核の求心性興奮シナプスにおいてNMDA受容体を阻害することが強い鎮咳作用を示すと考えられている。デキストロメトルファンを1日45mg投与されることが多いが90mg投与でより強い鎮咳効果が期待できるという意見もある。一方、NMDA受容体への拮抗作用のため過量投与により解離症状を来たすことから、幻覚剤として乱用されることが問題となっている。
ジメモルファン
アストミンが代表的な薬物である。効果はデキストロメトルファンと同等と考えられている。デキストロメトルファンとは異なり、NMDA受容体への拮抗作用がほとんどなく解離症状を示さないので乱用の恐れが少なくなっている。
チペピジンヒベンズ酸塩
アスベリンが代表的な薬物である。他の中枢性非麻薬性鎮咳薬と同様に延髄の咳中枢を抑制する以外に気管支腺の分泌を亢進し、気道粘膜線毛上皮運動を亢進することで去痰作用をもたらす。
エプラジノン
販売名はレスプレンである。他の中枢性非麻薬性鎮咳薬と同様に延髄の咳中枢を抑制する以外に去痰作用もある。
ペントキシベリン
トクレスが代表的な薬物である。他の中枢性非麻薬性鎮咳薬と同様に延髄の咳中枢を抑制する以外に抗コリン作用や局所麻酔作用なども持ち合わせている。緑内障で禁忌であるが咳嗽反射抑制作用は強い。
クロペラスチン
販売名はフスタゾールである。東京大学の高木らが抗ヒスタミン薬のジフェンヒドラミン（レスタミン）に強い鎮咳作用があることを見出し、その同族化合物からクロペラスチンを見出した。
ベンプロペリン
フラベリックとして上市されている。
クロフェダノール
コルドリンとして上市されている。
エフェドリン
エフェドリン、メチルエフェドリン、メトキシフェナミンが鎮咳薬として知られている。エフェドリンは麻黄の主成分として1885年に長井長義によって発見された。アドレナリン作動性の気管支拡張作用と中枢性鎮咳作用を示す。メチルエフェドリンは市販の風邪薬にしばしば含まれている。
ノスカピン
アヘンアルカロイドでコデインと同様の鎮咳作用があるといわれている。

## 去痰薬
去痰薬（expectorant）は喀痰の排出を促進させる薬物であり咳嗽反射による症状を緩和する目的で用いられる。作用機序からは喀痰の分泌物の量を調節する薬物として気道分泌促進薬、気道粘膜潤滑薬、分泌細胞正常化薬が知られる。また分泌物の性質を調節する薬物として気道粘膜修復薬や気道粘液溶解薬が知られている。末梢性鎮咳薬のひとつである。

### 去痰薬の分類

#### 気道分泌促進薬
気道分泌促進薬としてはブロムヘキシン（ビソルボン）が代表薬として知られている。酸性糖蛋白の線維網を溶解して低分子化する作用がある。また線毛運動を亢進させる作用がある。痰がとれた気がしないキレの悪い喀痰に対して効果的である。吸入液にはパラベンが含まれるため吸入薬はアスピリン喘息の患者では禁忌である。吸入液はサルブタモール（ベネトリン）と併用でベネトリン吸入液0.5%を0.3～0.5mlとビソルボン吸入液0.2%を2mlと生理食塩水5～8mlを混合してネブライザーで吸入することが多い。内服薬ではビソルボンを1日12mg投与する。

#### 気道粘膜潤滑薬
気道粘膜潤滑薬としてはアンブロキソール（ムコソルバン）が代表薬として知られている。肺のサーファクタントの分泌を促すことで排痰を促進する。ムコソルバンLという徐放剤があり、夕食後や就寝前に服用することで早朝の排痰をスムーズにする効果が期待できる。気道粘膜潤滑薬も痰がとれた気がしないキレの悪い喀痰に対して効果的である。ムコソルバンは1日45mg投与する。

#### 分泌細胞正常化薬、気道粘膜修復薬
カルボシステイン（ムコダイン）とフドステイン（スペリアまたはクリアナール）は分泌細胞正常化薬かつ気道粘液修復薬である。分泌細胞正常化薬は杯細胞の過形成を抑制し、粘液が過剰産出されるのを抑える。気道粘液修復薬はシアル酸とフコースの構成比を正常化することで去痰作用を示す。ムコダインは1日1500mg、スペリアは1日1200mg使用する。サラサラで量が多い痰の排痰に有効である。フドステインは消化器症状など副作用が7.7％でみられるが気管支肺胞洗浄液中の炎症細胞数を減少させることも知られている。

#### 気道粘液溶解薬
気道粘液溶解薬は化学結合を分解して喀痰粘度を低下させる薬物である。ムコ蛋白のジスルフィド結合を分解するもの、蛋白質を分解するもの、多糖類を分解するものの3種類が存在する。ジスルフィド結合を分解するのがシステイン系去痰薬であり、アセチルシステイン（ムコフィリン）、エチルシステイン（チスタニン）、メチルシステイン（ペクタイト、ゼオチン）が知られている。蛋白質を分解するものがプロナーゼ（エンピナース・P）であり多糖類を分解するのがリゾチーム（ノイチーム、レフトーゼなど）である。プロナーゼとリゾチームは再評価の結果、去痰効果が認められなかった。

##### システイン系去痰薬
アセチルシステイン（ムコフィリン）、エチルシステイン（チスタニン）、メチルシステイン（ペクタイト、ゼオチン）がムコ蛋白のジスルフィド結合を分解するシステイン系去痰薬に分類される。カルボシステイン（ムコダイン）はシステイン系去痰薬に分類されない。システイン系去痰薬は硬い痰をサラサラにして排痰を促す効果がある。アセチルシステイン（ムコフィリン）が最もよく使われるがこれは吸入薬である。吸入液はサルブタモール（ベネトリン）と併用でベネトリン吸入液0.5%を0.3～0.5mlとムコフィリン吸入液020%を1Pと生理食塩水5～8mlを混合してネブライザーで吸入することが多い。アセチルシステイン（ムコフィリン）は硫黄臭がすること、ビソルボンと混ぜると白濁すること、抗菌薬との混合で不活化するといった注意点がある。エチルシステイン（チスタニン）、メチルシステイン（ペクタイト、ゼオチン）は内服薬でどちらも1日300mg投与する。

#### 界面活性剤
チロキサポール（アレベール）が喀痰の多い閉塞性肺疾患の増悪に対して用いられることがある。吸入薬であり、吸入液はサルブタモール（ベネトリン）と併用でベネトリン吸入液0.5%を0.3～0.5mlとアレベール吸入溶液を2～3mlと生理食塩水5～8mlを混合してネブライザーで吸入する。

#### 植物成分
植物成分で作用機序は不明だが、セネガ（セネガ）、車前草エキス末（フスタギン）、桜皮（おうひ）エキス（ブロチン、サリパラ）、キョウニンエキス（キョウニン）が用いられることがある。

### 去痰薬の使い分け
去痰薬の使い分けに関しては国立病院機構近畿中央胸部疾患センター内科の倉林優氏の見解では症状に合わせて下記のように使い分けるとしている。また同氏は重要な去痰薬として慢性的にキレが悪い喀痰にムコソルバン、量の多い喀痰にムコダイン、急性期のキレが悪い喀痰にムコフィリンをあげている。
| 喀痰の症状                       | 推奨される去痰薬                                               |
| -------------------------------- | -------------------------------------------------------------- |
| 一般的な喀痰                     | アンブロキソール（ムコソルバン）                               |
| COPD患者の喀痰（急性増悪予防）   | カルボシステイン（ムコダイン）                                 |
| サラサラの喀痰                   | カルボシステイン（ムコダイン）、フドステイン（スペリア）       |
| 粘度の高い喀痰                   | エチルシステイン（チスタニン）、メチルシステイン（ペクタイト） |
| COPD急性増悪に伴う粘度の高い喀痰 | アセチルシステイン（ムコフィリン）                             |
| 痰のキレが悪い                   | ブロムヘキシン（ビソルボン）、アンブロキソール（ムコソルバン） |
| 寝起きに痰がからむ               | アンブロキソール徐放剤（ムコソルバンL）                        |

### 緩和医療における去痰
悪性疾患の終末期の死前喘鳴では去痰薬ではなくスコポラミン（ハイスコ）やブチルスコパラミン（ブスコパン）が用いられる。

## 漢方薬
咳の症状緩和のために漢方薬を用いることがある。麻杏甘石湯（まきょうかんせきとう、ツムラ55番）が咳の症状緩和でよく用いられる。麻黄剤であるため狭心症の場合は使用できない。動悸を訴えることもある。数日様子をみても改善が不十分な場合は麻杏甘石湯に小柴胡湯（しょうさいことう、ツムラ9番）を併用する。小柴胡湯は間質性肺炎の副作用でよく知られている。空咳や乾性咳嗽に対しては麦門冬湯（ばくもんどうとう、ツムラ29番）を用いることがある。こちらも数日様子をみても改善が不十分な場合は麦門冬湯に小柴胡湯（しょうさいことう、ツムラ9番）を併用する。空咳や乾性咳嗽に滋陰降火湯を使用することもある。気管支喘息の症状緩和には麻杏甘石湯（まきょうかんせきとう、ツムラ55番）も有効であるが柴朴湯（さいぼくとう、ツムラ96番）も有効である。

## 鎮咳去痰薬をめぐる主な出来事
- 2023年には、エチレングリコールやジエチレングリコールで汚染された咳止めシロップが世界的に流通、インドおよびインドネシアで300人以上の死者を出したことが表面化した。アメリカ食品医薬品局は、国内外の製薬会社数十社の製品検査を進め、少なくとも28社を処分した[3]。